# Ellen Fiedlerová
Ellen Fiedlerová, rozená Neumannová (* 26. listopadu 1958 Demmin, Meklenbursko-Přední Pomořansko), je bývalá východoněmecká překážka na 400 metrů.
Získala bronzovou medaili na letních olympijských hrách 1988 v Soulu, v čase 53,63 sekund. To ji řadí na třetí místo mezi německými atletkami na 400 m překážek, za Sabine Buschovou a Cornelia Ullrichovou.